# Ефект Бойкотта
Ефе́кт Бойкотта — ефект прискореного осадження  домішки в посудині з похилими стінками. Спостерігається в різних  дисперсійних середовищах. Відкритий Артуром Бойкоттом в 1920 р. при вивченні осадження еритроцитів крові.
Відіграє велику роль в нафтовидобутку. Лабораторними дослідженнями показано і промисловими даними підтверджено, що в свердловинах з кутом нахилу 30-60о (а найбільш інтенсивно при 40-50o) відбувається  седиментаційне розшарування  тампонажної  суспензії.